# المجموعة جيم لكأس الأمم الإفريقية 2013
المجموعة C من كأس الأمم الأفريقية لكرة القدم 2013 سوف تجري من 21 يناير لغاية 29 يناير. وتتكون من زامبيا، نيجيريا، بوركينا فاسو، إثيوبيا. ستقام جميع المباريات في جنوب أفريقيا.

## الترتيب
| مفاتيح الألوان في جدول المجموعات              |
| --------------------------------------------- |
| أفضل فريقين يتأهلان إلى ربع النهائي           |
| تم اقصاء الفريقين صاحبي المركز الثالث والرابع |

| فريق         | نقاط | فرق | عليه | له | خ | ت | ف | لعب |
| ------------ | ---- | --- | ---- | -- | - | - | - | --- |
| بوركينا فاسو | 5    | 4+  | 1    | 5  | 0 | 2 | 1 | 3   |
| نيجيريا      | 5    | 2+  | 2    | 4  | 0 | 2 | 1 | 3   |
| زامبيا       | 3    | 0   | 2    | 2  | 0 | 3 | 0 | 3   |
| إثيوبيا      | 1    | 6−  | 7    | 1  | 2 | 1 | 0 | 3   |

جميع الأوقات حسب التوقيت المحلي لجنوب أفريقيا (ت ع م+02:00).

## زامبيا ضد إثيوبيا
| زامبيا | المباراة 5 | إثيوبيا |
| ------ | ---------- | ------- |
|        |            |         |

## نيجيريا ضد بوركينا فاسو
| نيجيريا | المباراة 6 | بوركينا فاسو |
| ------- | ---------- | ------------ |
|         |            |              |

## زامبيا ضد نيجيريا
| زامبيا | المباراة 13 | نيجيريا |
| ------ | ----------- | ------- |
|        |             |         |

## بوركينا فاسو ضد إثيوبيا
| بوركينا فاسو | المباراة 14 | إثيوبيا |
| ------------ | ----------- | ------- |
|              |             |         |

## بوركينا فاسو ضد زامبيا
| بوركينا فاسو | المباراة 21 | زامبيا |
| ------------ | ----------- | ------ |
|              |             |        |

## إثيوبيا ضد نيجيريا
| إثيوبيا | المباراة 22 | نيجيريا |
| ------- | ----------- | ------- |
|         |             |         |

## وصلات خارجية
- الموقع الرسمي